# کامرون ۲۹۸۰
سیارک ۲۹۸۰ (به انگلیسی: 2980 Cameron، نامگذاری:1981EU17) دو هزار و نهصد و هشتادمین سیارک کشف شده‌است که در ۲ مارس ۱۹۸۱ کشف شد.
قدر مطلق سیارک برابر ۱۳٫۲۰ است.